# Ophioglossum lanceolatum
Ophioglossum lanceolatum là một loài dương xỉ trong họ Ophioglossaceae. Loài này được Luerss. Prantl mô tả khoa học đầu tiên năm 1883.